# Квышко, Владимир Прокофьевич
Владимир Прокофьевич Квышко — подполковник Федеральной службы безопасности Российской Федерации, погиб при исполнении служебных обязанностей во время Первой чеченской войны, кавалер ордена Мужества (посмертно).

## Биография
Владимир Прокофьевич Квышко родился 12 мая 1947 года в городе Пугачёве Саратовской области в семье в семье офицера Советской Армии. Окончил среднюю школу, он поступил к Пензенский государственный политехнический институт (ныне — Пензенский государственный университет). В 1970 году завершил обучение по специальности «Радиотехника», после чего в течение двух лет трудился в Пензенском научно-исследовательском электротехническом институте и в научно-производственном объединении «Кристалл».
С 1972 года — на службе в органах Комитета государственной безопасности СССР. В 1974 году окончил Высшую школу Комитета государственной безопасности СССР, после чего для дальнейшего прохождения службы был направлен в Пензенское областное управление этого ведомства. За последующие двадцать с лишним лет прошёл путь от оперуполномоченного Управления до заместителя начальника секретариата. Проявил себя как грамотный оперативный работник и руководитель, исключительно положительно характеризовался по службе. В 1981—1988 годах возглавлял Никольское городское управление КГБ СССР.
В ходе боевых действий Первой чеченской войны подполковник Квышко в апреле 1996 года был направлен в зону контртеррористической операции. Возглавил секретариат Чеченского республиканского управления Федеральной службы безопасности Российской Федерации. Когда 6 августа 1996 года незаконные вооружённые формирования сепаратистов атаковали столицу Чеченской Республики — город Грозный, Квышко находился в общежитии Управления ФСБ. Оказавшись в окружении, он принял на себя руководство сектором обороны и наличными силами организовал отпор боевикам. На протяжении трёх суток группа сотрудников ФСБ под его командованием удерживала здание, и лишь 9 августа 1996 года, когда были исчерпаны все возможности для дальнейшей обороны, Квышко отдал приказ прорываться сквозь кольцо сепаратистов. Несмотря на численное превосходство противника, им удалось вырваться из окружения. Сам Квышко остался в здании общежития и продолжал отстреливаться, отвлекая на себя внимание боевиков. В том бою он погиб.
Похоронен на аллее славы Новозападного кладбища города Пензы.
Указом Президента Российской Федерации подполковник Владимир Прокофьевич Квышко посмертно был удостоен ордена Мужества.

## Память
- В честь подполковника Квышко названа улица в городе Пензе.
- Имя Квышко носит средняя школа № 25 в городе Пензе, где он учился, в школе действует музей в память о нём.
- Мемориальная доска в память о Квышко установлена в городе Никольске Пензенской области, на улице Московской[2].
- Навечно зачислен в списки личного состава Управления Федеральной службы безопасности Российской Федерации по Пензенской области[5].
- В память о Квышко в Пензе ежегодно проводится турнир по служебному биатлону[5].